# Карл Нільсен

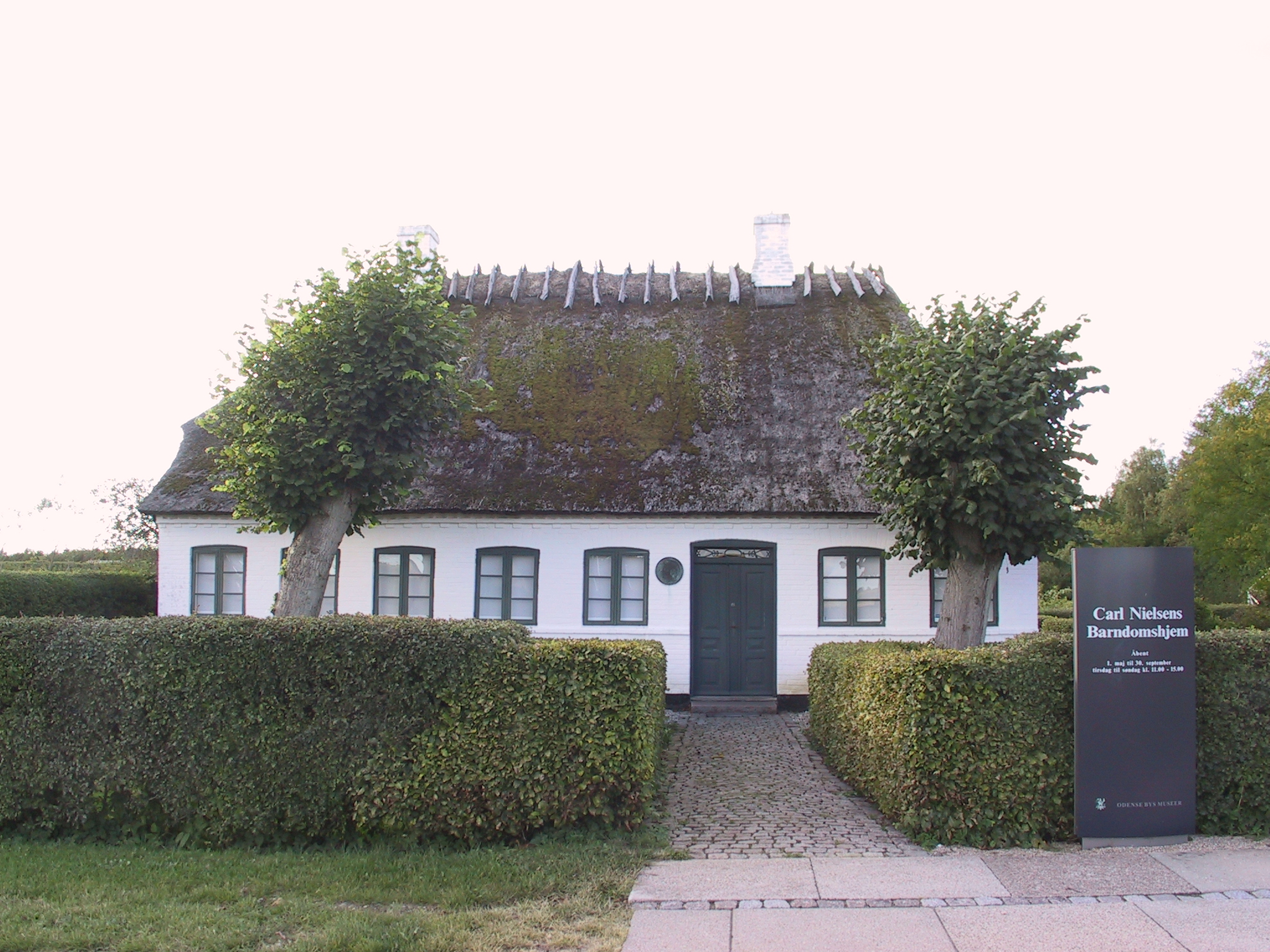
Хата, в якій народився Карл Нільсен. 2005

Карл Август Нільсен (дан. Carl August Nielsen, *9 червня 1865, Сотелюн, Ное Людсе, Sortelung, Nørre Lyndelse , біля Оденсе, Данія — †3 жовтня 1931, Копенгаген, Данія) — данський композитор, скрипаль, диригент і педагог, один з найбільших діячів данської культури. Вважається основоположником сучасної данської композиторської школи.

## Життєпис
Карл Нільсен народився в незаможній сім'ї у невеликому містечку недалеко від Оденсе на острові Фюн. Його батько підробляв грою на скрипці і корнеті, в той час як його мати добре співала. Маленький Карл почав свою музичну освіту у віці 8 років, коли він грав у місцевому оркестрі на скрипці, а також навчався грати на трубі. У цей період він написав свою першу мелодію — польку для скрипки.

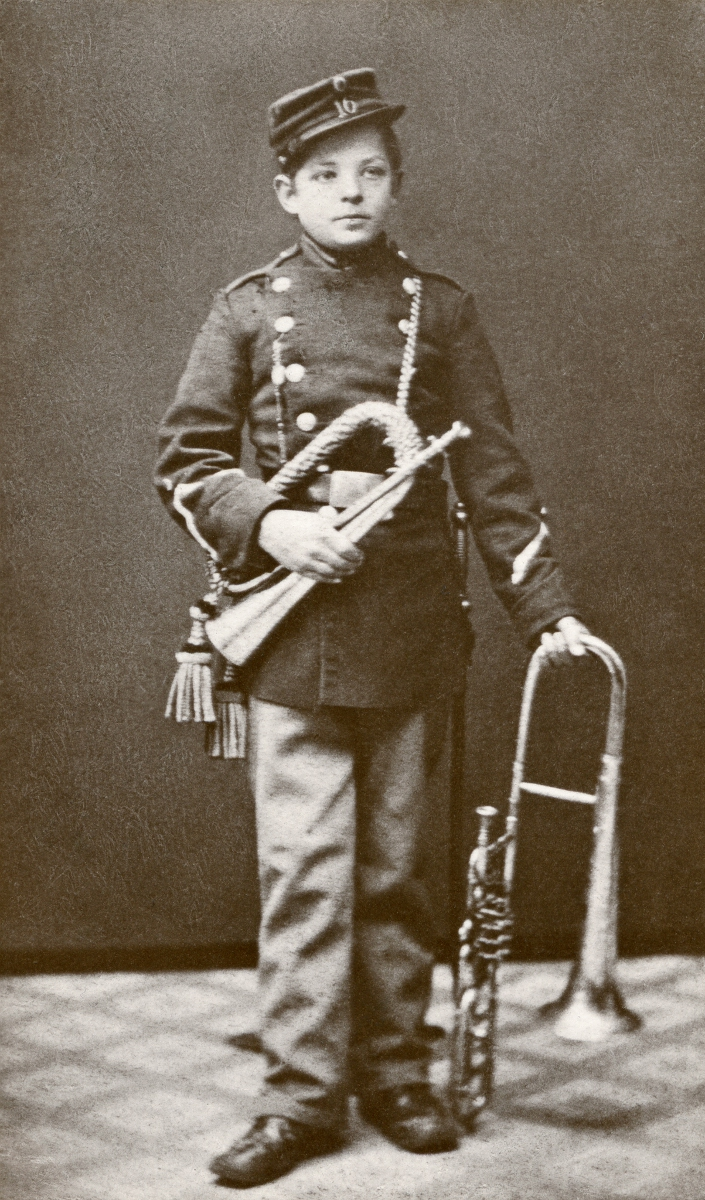
14-річний Карл Нільсен

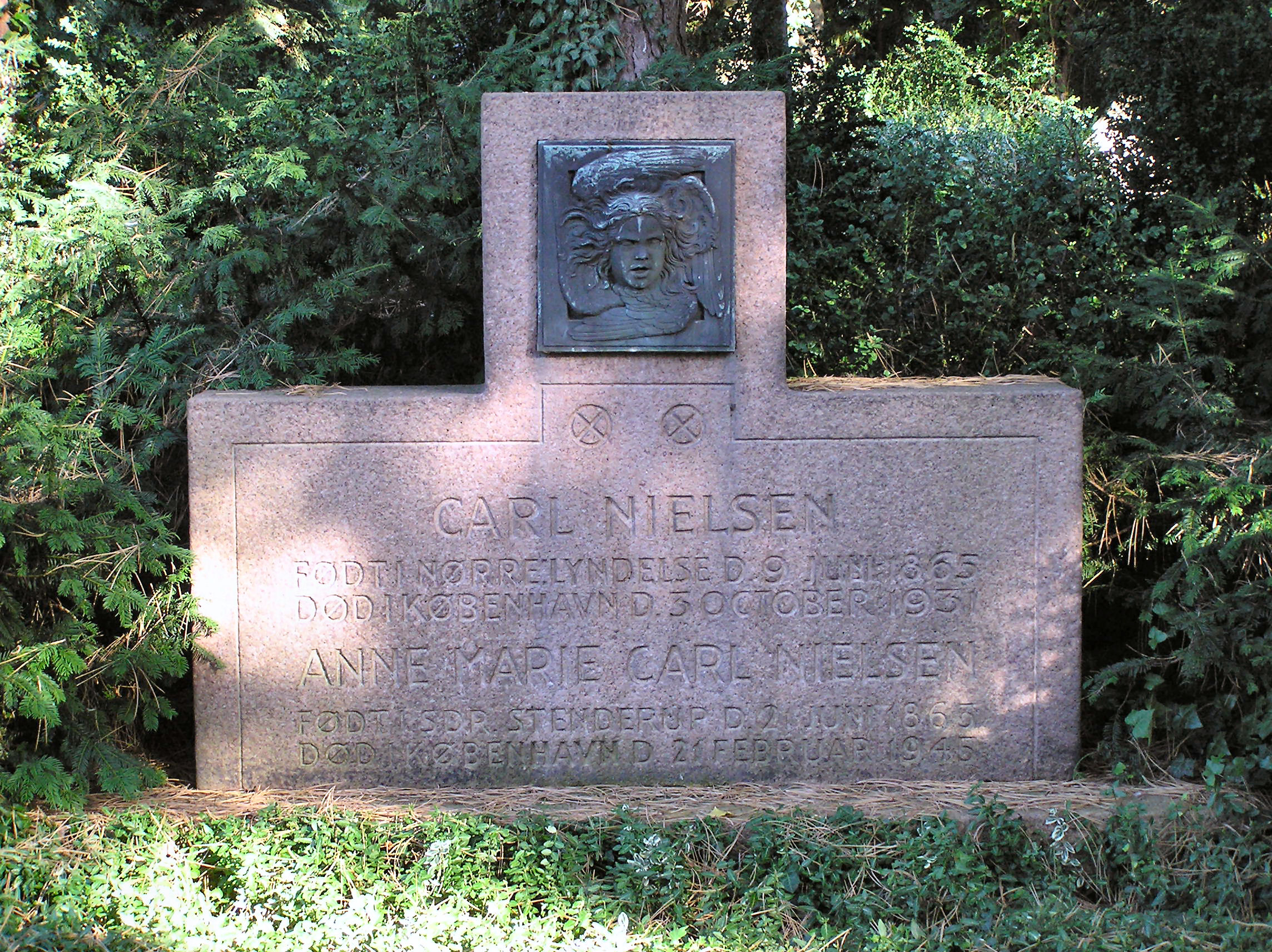
Могила Карла Нільсена. Копенгаген. 2006

У 1884 році вступив до консерваторії в Копенгагені. У 1886-1905 роках був скрипалем у оркестрі опери Копенгагена, а в 1908 році став її директором. У 1915-1927 роках Нільсен був диригентом Musikforeningen у Копенгагені, а також професором консерваторії.
Карл Нільсен користувався популярністю на своїй батьківщині, однак за її межами був невідомим. Останнім його твором, який він почув по радіо, був Скрипковий концерт. Це сталося 1 жовтня 1931 року, а через два дні він помер у віці 66 років.

## Найважливіші твори

### Симфонії
- І симфонія соль мінор, тв. 7 (FS 16, 1890—1892)
- II симфонія («Чотири темпераменти»), тв. 16 (FS 29, 1901—1902)
- III симфонія («Sinfonia Espansiva»), тв. 27 (FS 60, 1910—1911)
- IV симфонія («Непогасна»), тв. 29 (FS 76, 1914—1916)
- V симфонія, тв. 50 (FS 97, 1921—1922)
- VI симфонія («Sinfonia Semplice») (FS 116, 1924—1925)

### Опери
- Біблійна опера «Саул і Давид» (FS 25, 1898—1901)
- Комічна опера «Маскарад» (FS 39), 1905

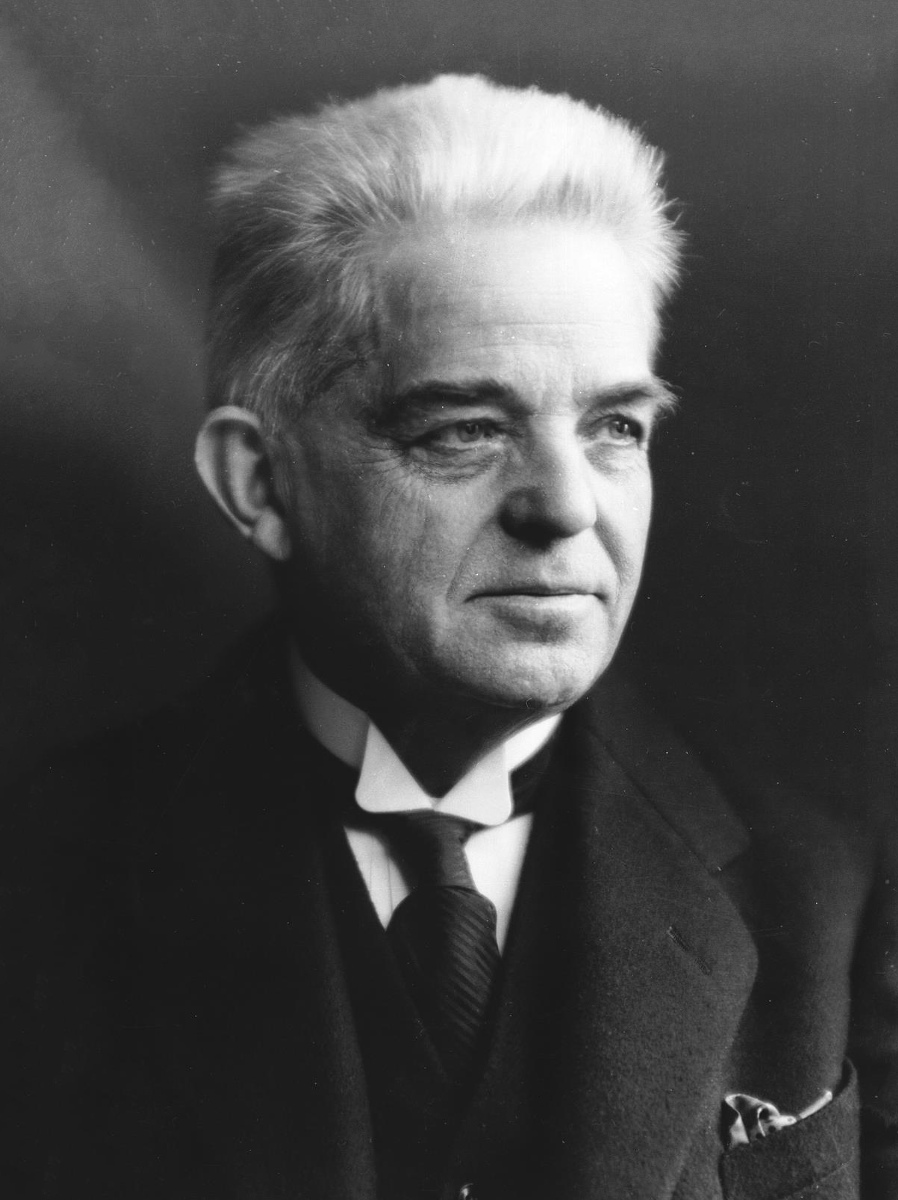
Карл Август Нільсен. 1931

### Інші твори
- Мала сюїта ля мінор для струнних, тв 1 (FS 6, 1888)
- Концерт для скрипки, тв, 33 (FS 61, 1911)
- Концерт для флейти (FS 119, 1926)
- Концерт для кларнета, тв, 57 (SF 129, 1928)
- Увертюра «Геліос» (FS 32, 1903 г.)
- «Пан і Сирінга» твір для оркестру (FS 87, 1917)
- «Гімн Любові» для хору (FS 21, 1896 г.)
- «Весна» для хору тв. 42 (FS 96, 1921)
- «Аладдін» сценічна музика (FS 89, 1919)
- Симфонічна сюїта для фортепіано, тв. 8 (FS 19, 1894 г.)
- 29 маленьких прелюдій для органу (FS 136, 1929)